# Pterygotrigla gomoni
Pterygotrigla gomoni is een straalvinnige vissensoort uit de familie van de ponen (Triglidae). De wetenschappelijke naam van de soort is voor het eerst geldig gepubliceerd in 2012 door Last & Richards.